# Suring
Suring ist eine Gemeinde (mit dem Status „Village“) im Oconto County im US-amerikanischen Bundesstaat Wisconsin. Im Jahr 2010 hatte Suring 544 Einwohner.
Suring ist Bestandteil der Metropolregion um die Stadt Green Bay. 

## Geografie

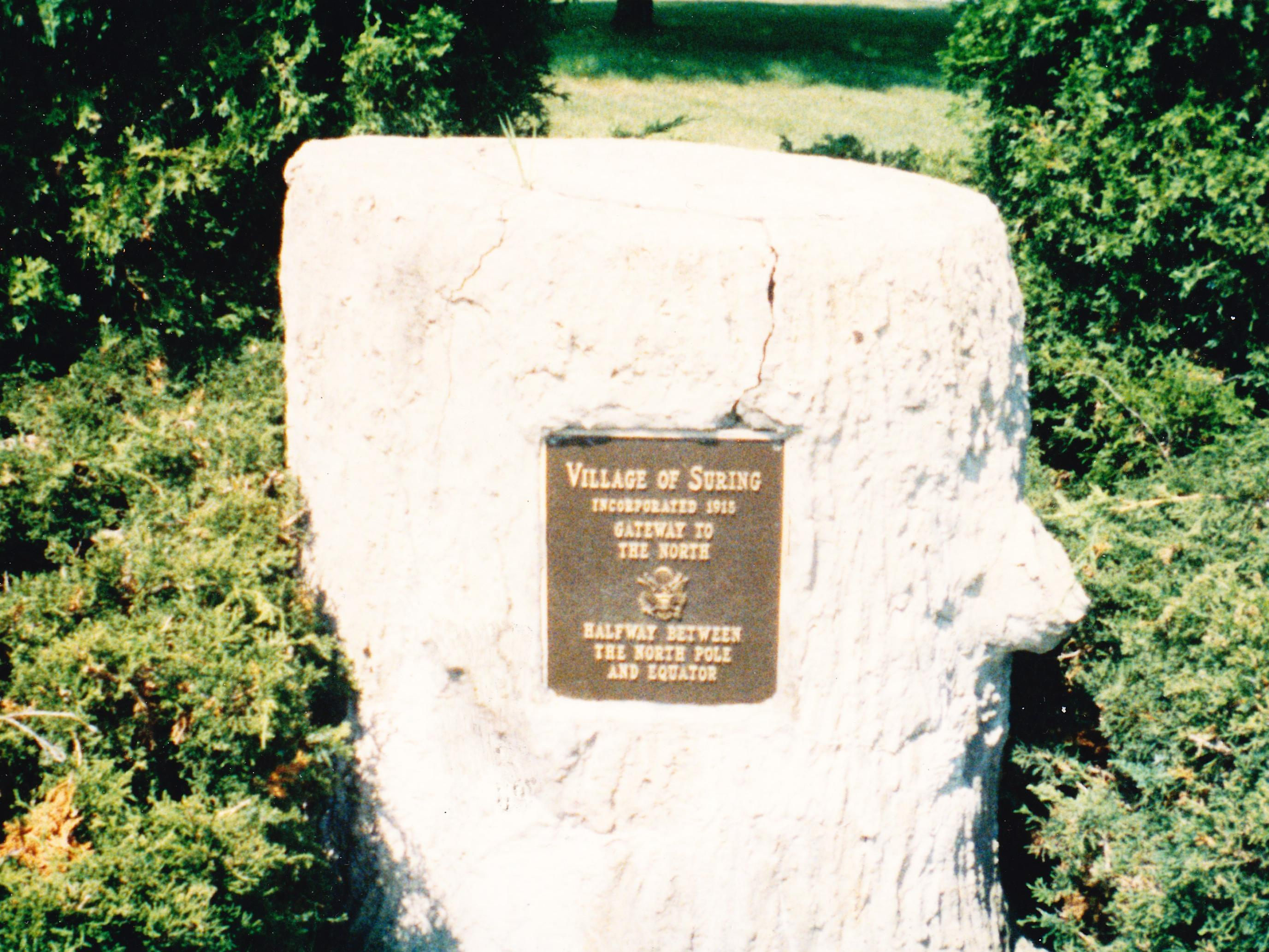
Markierungsstein des 45. Breitengrades

Suring liegt im Osten Wisconsins am Zusammenfluss von North Branch Oconto River und South Branch Oconto River zum Oconto River. Dieser mündet 55 km ostsüdöstlich in die Green Bay des Michigansees. 
Die geografischen Koordinaten von Suring sind 45°00′00″ nördlicher Breite und 88°22′28″ westlicher Länge. Der Ort liegt somit genau auf halbem Wege zwischen Nordpol und Äquator. Das Gemeindegebiet erstreckt sich über eine Fläche von 2,62 km² und wird von der Town of How und der Town of Maple Valley umgeben, ohne einer davon anzugehören. 
Benachbarte Orte von Suring sind Spruce (21 km ostsüdöstlich), Gillett (16,7 km südsüdöstlich), Underhill (16,7 km südlich) und Breed (11,6 km nordwestlich).
Das Stadtzentrum von Green Bay liegt 80,7 km südöstlich von Suring. Die weiteren nächstgelegenen größeren Städte sind Appleton (89,6 km südlich), Wisconsins größte Stadt Milwaukee (259 km in der gleichen Richtung), Wisconsins Hauptstadt Madison (257 km südsüdwestlich), Wausau (115 km westlich), die Twin Cities in Minnesota (397 km in der gleichen Richtung), Duluth am Oberen See in Minnesota (438 km nordwestlich) sowie Sault Ste. Marie in Michigan und die gleichnamige Nachbarstadt in der kanadischen Provinz Ontario (435 km nordöstlich).

## Verkehr
Der Wisconsin State Highway 32 verläuft in West-Ost-Richtung als Hauptstraße durch Suring. Alle weiteren Straßen sind untergeordnete Landstraßen, teils unbefestigte Fahrwege sowie innerstädtische Verbindungsstraßen.
Mit dem Austin Straubel International Airport in Green Bay befindet sich 74,2 km südsüdöstlich der nächste Flughafen. 

## Bevölkerung
Nach der Volkszählung im Jahr 2010 lebten in Suring 544 Menschen in 232 Haushalten. Die Bevölkerungsdichte betrug 207,6 Einwohner pro Quadratkilometer. In den 232 Haushalten lebten statistisch je 2,17 Personen. 
Ethnisch betrachtet setzte sich die Bevölkerung zusammen aus 90,4 Prozent Weißen, 6,4 Prozent amerikanischen Ureinwohnern sowie 0,9 Prozent aus anderen ethnischen Gruppen; 2,2 Prozent stammten von zwei oder mehr Ethnien ab. Unabhängig von der ethnischen Zugehörigkeit waren 1,7 Prozent der Bevölkerung spanischer oder lateinamerikanischer Abstammung. 
24,6 Prozent der Bevölkerung waren unter 18 Jahre alt, 50,2 Prozent waren zwischen 18 und 64 und 25,2 Prozent waren 65 Jahre oder älter. 53,9 Prozent der Bevölkerung waren weiblich.
Das mittlere jährliche Einkommen eines Haushalts lag bei 32.266 USD. Das Pro-Kopf-Einkommen betrug 18.541 USD. 25,1 Prozent der Einwohner lebten unterhalb der Armutsgrenze.